# Хинтершмидинг
Хинтершмидинг (њем. Hinterschmiding) општина је у њемачкој савезној држави Баварска. Једно је од 25 општинских средишта округа Фрејунг-Графенау. Према процјени из 2010. у општини је живјело 2.542 становника. Посједује регионалну шифру (AGS) 9272126.

## Географски и демографски подаци
Хинтершмидинг се налази у савезној држави Баварска у округу Фрејунг-Графенау. Општина се налази на надморској висини од 635–900 метара. Површина општине износи 21,0 km². У самом мјесту је, према процјени из 2010. године, живјело 2.542 становника. Просјечна густина становништва износи 121 становника/km².